# Mozdokski
Mozdokski (en rus: Моздокский) és un poble (un khútor) del krai de Stàvropol, a Rússia, que en el cens del 2010 tenia 255 habitants. Pertany al districte rural de Kurskaia.